# Pharaphodius levithorax
Pharaphodius levithorax är en skalbaggsart som beskrevs av Bordat 1992. Pharaphodius levithorax ingår i släktet Pharaphodius och familjen Aphodiidae. Inga underarter finns listade i Catalogue of Life.